# Cinara cupressi
Cinara cupressi, el pulgón del ciprés, es un pulgón marrón de cuerpo blando. Chupa la savia de las ramitas de coníferas y puede dañar el árbol, desde la decoloración de la ramita afectada hasta la muerte del árbol. Este insecto parece haberse originado en el Medio Oriente y ha ido aumentando su distribución y se considera una especie invasora en África y Europa. Se ha incluido en la Lista de las 100 peores especies invasoras del mundo.

## Taxonomía
Se han descrito varias especies de pulgón en cipreses y árboles relacionados en varias partes del mundo. En América del Norte, se trata de Cinara canadensis en Juniperus virginiana, Cinara sabinae en Juniperus sabina y Cinara cupressi en especies de Cupressaceae en América del Norte. C. cupressi también se describió en Cupressaceae en el Reino Unido. La especie Lachnus juniperinus fue descrita en Polonia en Juniperus communis y Thuja occidentalis, pero desde entonces, muchos autores han sinonimizado todas estas especies con C. cupressi. El insecto en Europa y Medio Oriente ha sido descrito como C. cupressi, el de África como C. cupressivora mientras que el de Norteamérica ha sido descrito como C. sabinae. Estas especies no se pueden separar utilizando únicamente caracteres morfológicos, y la determinación de si son especies válidas aguarda pruebas moleculares. Mientras tanto, el Compendio de especies invasoras de CABI los incluye a todos bajo C. cupressi "sensu lato" (en el sentido más amplio).

## Descripción
Cinara cupressi es un insecto pequeño de cuerpo blando que mide entre 1.8 y 3.9 mm de longitud para las hembras ápteras (sin alas). Es de color anaranjado a marrón amarillento con manchas negras, ligeramente espolvoreado en la superficie dorsal con cera gris pálida. En el tórax, las bandas negras son longitudinales, pero son transversales en el abdomen con una mancha más negra más grande entre los sifúnculos. Todo el insecto está cubierto de finos pelos cortos. La hembra alada tiene un tórax negruzco, prominentes sifúnculos negros y alas membranosas.

## Distribución
Parece que este pulgón puede haberse originado en el este de Grecia y al sur del mar Caspio, siendo Cupressus sempervirens el huésped original. Sin embargo, es una especie invasora y ahora se encuentra en muchas otras partes del mundo. En Europa llegó a Italia en 1978, Bélgica y Francia en 1980, Bulgaria en 1988 y Portugal en 1996. Poblaciones en diferentes partes tienen preferencias regionales en especies hospedadoras, siendo registradas en Europa en varias especies de Cupressus, Juniperus scopulorum, Juniperus virginiana, Thuja occidentalis y Thuja plicata.
En Oriente Medio llegó a Israel en 1980, Jordania en 1987 y Yemen en 1999. En África llegó a Malawi en 1986, Kenia y Zimbabue en 1990, Sudáfrica en 1993 y Libia y Marruecos en 1994. Estaba presente en Colombia en América del Sur en 1991 y en 2000 había llegado a Brasil.

## Ciclo de vida
En climas más fríos, los machos alados y las hembras sexuales se producen en otoño, y los huevos se ponen en las grietas de la corteza para pasar el invierno. En climas más cálidos, las hembras sin alas producen ninfas asexualmente por partenogénesis durante todo el año. En Italia, hay hasta 12 generaciones por año, insectos individuales que viven durante unos 22 días y tienen un promedio de 23 crías. La fecundidad es mayor a temperaturas más altas. Periódicamente, se producen formas aladas como resultado del hacinamiento u otros factores ambientales. Estos pueden volar con fuerza y pueden ser transportados por el viento a distancias considerables para infestar nuevos árboles hospedantes.

## Ecología
Estos pulgones están bien camuflados y las hembras sin alas tienden a agruparse. Se encuentran en pequeñas ramitas verdes, ramitas marrones más viejas y pequeñas ramas leñosas. Prefieren lugares con sombra en las partes inferiores del dosel, a veces alcanzando densidades de 80 insectos por 10 cm (4 pulgadas) de rama. Los insectos se alimentan empujando sus partes bucales hacia la corteza y succionando la savia. Su saliva provoca una reacción fitotóxica en el tejido del floema de la ramita que se vuelve necrótica. Si la savia no llega a las puntas de las ramitas, pueden marchitarse. El exceso de líquido succionado por los pulgones es segregado por los pulgones en forma de melaza, sobre la que a menudo se desarrolla la fumagina y que atrae a las hormigas. Las hormigas a veces llevan ninfas de pulgones a otras partes del árbol que, por lo tanto, se infestan. Cuando hace calor, los pulgones bajan al suelo para evitar el calor.

## Daño y control
Los ataques leves provocan la decoloración y la muerte de los brotes, mientras que las infestaciones graves pueden matar al árbol. El moho de hollín en la melaza ralentiza el crecimiento de los árboles al afectar la fotosíntesis. El tratamiento para matar los pulgones debe emprenderse en una etapa temprana de la infestación antes de que las poblaciones se hayan acumulado. Puede realizarse en setos o árboles ornamentales, pero es impracticable para árboles grandes, en bosques y plantaciones. Los pulgones pueden ser un vector del cancro del ciprés, una enfermedad fúngica que puede provocar la muerte de los cipreses.
Una especie particularmente susceptible al daño de los pulgones es Cupressus lusitanica, que se cultiva ampliamente en Kenia como cultivo de plantación. Los enemigos naturales del pulgón incluyen avispas parasitoides del género Pauesia, y algunas de ellas se han considerado para su uso en el control biológico de esta plaga.